# Sahara Hotnights (musikalbum)
Sahara Hotnights är det sjätte studioalbumet av den svenska rockgruppen Sahara Hotnights, utgivet den 25 maj 2011 på egna bolaget Stand By Your Band. Det producerades av Jari Haapalainen. Inspelningen ägde rum vid The Aerosol Grey Machine i Vallarum, Skåne samt Studio Konst & Ramar i Stockholm. Det nådde som bäst sjätte plats på Sverigetopplistan.

## Mottagande
Skivan fick ett blandat mottagande och snittar på 3,3/5 på Kritiker.se, baserat på tjugofyra recensioner.

## Låtlista
Låtarna är skrivna av Maria Andersson och komponerade av Maria Andersson och Josephine Forsman.
1. "Let You Down" – 3:23
2. "Oh's" – 2:51
3. "Vulture Feet" – 3:17
4. "Little Love Sorrow" – 5:04
5. "Wanted You / Want Is Gone" – 3:50
6. "Lookalike" – 3:12
7. "781" – 3:12
8. "Secrets" – 3:51
9. "Your Anyone" – 3:49
10. "Distant and Dreamy" – 4:53

## Medverkande
Sahara Hotnights
- Maria Andersson – sång, gitarr
- Jennie Asplund – gitarr, bakgrundssång
- Johanna Asplund – bas, bakgrundssång
- Josephine Forsman – trummor, bakgrundssång

Övriga musiker
- Jari Haapalainen – slagverk
- Christoffer Lundquist – ytterligare piano ("Lookalike")

Produktion
- Jens Assur – omslag (koncept)
- Mikael Eriksson – omslag
- Jari Haapalainen – inspelning, ljudmix, producent
- Henrik Jonsson – mastering
- Christoffer Lundquist – inspelning
- Lasse Mårtén – ljudmix
- Martin Nordlund – formgivning
- Anders Johansson – manager

Källa

## Listplaceringar
| Lista (2011)                | Högsta position |
| --------------------------- | --------------- |
| Sverige (Sverigetopplistan) | 6               |